# Wilhelm Hisinger
Wilhelm Hisinger (Västmanland, 23 dicembre 1766 – Skinnskatteberg, 28 giugno 1852) è stato un chimico svedese.
Era il figlio di un imprenditore siderurgico di nome William Hising, ma rimase orfano di entrambi i genitori nel 1780 e fu adottato da suo zio Johan Hisinger da cui prese il nome. Studiò presso l'Università di Uppsala e si iscrisse nel 1786 al Bergskollegium, ma ne uscì per tornare ai possedimenti familiari nello Västmanland.
Nel 1803, Hisinger e Jöns Jakob Berzelius scoprirono il Cerio, così denominato dal pianeta nano Cerere, scoperto appena due anni prima. La stessa scoperta venne fatta contemporaneamente anche da Martin Heinrich Klaproth; successivamente venne dimostrato che il materiale di Berzelius ed Hisinger era in realtà una miscela di cerio, lantanio e didimio.
Hisinger venne eletto membro dell'accademia reale svedese delle scienze nel 1804.
Nel 1807, sempre insieme a Berzelius, notò che nell'elettrolisi ogni sostanza va sempre ad un ben definito polo, e che le sostanze attratte dallo stesso polo hanno delle caratteristiche in comune. Questo dimostrava che vi era una correlazione tra la natura chimica e quella elettrica dei corpi.
Dal suo nome deriva quello dell'hisingerite, un silicato di ferro, e della montagna dell'Hisingerfjellet nell'isola di Spitsbergen nelle Svalbard